# 泰达街道
天津经济技术开发区东区泰达街道，通常简称泰达街道，是中华人民共和国天津市滨海新区下辖的一个乡镇级行政单位，位于滨海新区中部，于2017年12月6日挂牌成立，首任街道党工委书记兼办事处主任由滨海新区副区长张国盛担任。
泰达街道办事处由天津经济技术开发区（南港工业区）管委会所属社会管理职能部门整体剥离合并组成，负责承接开发区的社会管理与公共服务职能，同时加挂“天津市滨海新区人民政府泰达社会管理委员会”牌子，受滨海新区人民政府委托管理辖区教育、卫生等方面工作。

## 行政区划
泰达街道辖区东至东海路，西至京山铁路，南至新港四号路，北至北塘镇，与天津经济技术开发区辖区范围相同。目前下辖11社区：
时尚广场社区、福瑞社区、康翠社区、紫云社区、雅园社区、华纳社区、翠亨社区、芳林社区、泰丰社区、东海社区、盛清社区、富阳里社区、永利社区、响螺湾第一社区、格调社区、贝肯山社区、远洋社区、天保社区、泰祥社区和清谷社区。

## 说明
1. ↑  有资料[3][4]显示2011年4月15日泰达街道已经成立，且辖区范围与2017年成立之泰达街道相同，现暂以滨海新区人民政府街镇频道的资料为准